# Gjesing (Norddjurs)
Gjesing is een plaats in de Deense regio Midden-Jutland, gemeente Norddjurs, en telt 369 inwoners (2007).